# Raddaus mertensi
Raddaus mertensi is een krabbensoort uit de familie van de Pseudothelphusidae. De wetenschappelijke naam van de soort is voor het eerst geldig gepubliceerd in 1956 door Bott.